# Champions Cup and the Evert Cup 1998
Il Champions Cup and the Evert Cup 1998, conosciuto anche con il nome di Newsweek Champions Cup and the Evert Cup 1998 per ragioni di sponsorizzazione, è stato un torneo di tennis giocato sul cemento. È stata la 25ª edizione del Torneo di Indian Wells, che fa parte della categoria ATP Super 9 nell'ambito dell'ATP Tour 1998, 
e della Tier I nell'ambito del WTA Tour 1998. Sia il torneo maschile che quello femminile si sono giocati nell'impianto per il tennis del Grand Champions Hotel di Indian Wells, in California, dal 9 al 24 marzo 1998.

## Campioni

### Singolare maschile
Marcelo Ríos ha battuto in finale  Greg Rusedski con il punteggio di 6–3, 6(15)–7, 7–6(4), 6–4

### Singolare femminile
Martina Hingis ha battuto in finale  Lindsay Davenport con il punteggio di 6–3, 6–4

### Doppio maschile
Jonas Björkman /  Patrick Rafter hanno battuto in finale  Todd Martin /  Richey Reneberg hanno battuto in finale 6–4, 7–6

### Doppio femminile
Lindsay Davenport /  Nataša Zvereva hanno battuto in finale  Alexandra Fusai /  Nathalie Tauziat con il punteggio di 6–4, 2–6, 6–4